# 都是夜晚惹的禍
《都是夜晚惹的禍》（英語：Blame）是苏格兰DJ兼唱片制作人卡尔文·哈里斯第四张录音室专辑《音浪狂潮》（2014）的第三支单曲，于2014年9月5日发行。该曲由英国歌手约翰·纽曼献唱，收录于纽曼第二张录音室专辑《Revolve》豪华版。纽曼的兄弟詹姆斯·纽曼协助两位艺人创作歌曲，其中哈里斯担纲制作人。
歌曲受到音评人好评，制作和纽曼的嗓音得到赞扬。歌曲以第1名的成绩空降英国单曲排行榜，成为哈里斯第七首（连续第三首）和纽曼第三首的英国榜首单曲。

## 背景
约翰·纽曼最初在Twitter接触卡尔文·哈里斯，商讨合作创作手头上歌曲的事宜。他向哈里斯发去他的歌声和几段和弦的小样，哈里斯围绕小样建构音乐。纽曼负责写全部歌词。
单曲及其封面于2014年6月8日在Twitter上公布，然而上传到iTunes Store的封面却是另一个版本。单曲原计划于8月25日发行，但推迟到7月4日。
2014年8月和9月，哈里斯在他的Instagram帐号发布了歌曲的15秒试听版。约翰·纽曼评价歌曲：“它所构造的花招将会升级。我很激动，这会是我职业生涯接下来前进的一大步。”歌曲以C小调写就，节奏每分钟128拍。纽曼的音域在B♭3和♭5。歌曲和哈里斯之前由埃利·古尔丁客串的单曲《我要你的爱》有异曲同工之妙。

## 专业评价
歌曲受到音评人的好评。Idolator网站的罗宾·道（Robbie Daw）赞扬歌曲：“《都是夜晚惹的禍》結構上感覺多多少少比（哈里斯的）大多數作品要更圓滿，更圓潤。這不失為這位蘇格蘭製作人兼DJ的新紀元。”MTV澳洲表示歌曲“很火熱”，“保證聽眾能大聲自豪地唱出來”。《數碼間諜》的路易斯·康納（Lewis Corner）給予歌曲四星評價（滿分五星），他認為：“對凱文來說幸運的是，這些日子來他接觸到的所有東西，似乎比他熱情洋溢的黝黑皮膚更加金黃。高潮過渡段落，嘉賓主唱約翰·紐曼堅持靈魂唱法，直到撞入凱文極具感染力的更上一層樓的副歌。歌曲公開跳脫確保他穩拿Spotify1億流媒體點播量的格式，但既然它自己證明了效果，為什麼還要放棄點石成金术呢？”
We Got This Covered寫道：“儘管節拍比他以往的作品要緩慢且低，但這算是這位蘇格蘭DJ的另一個優秀作品。每發一首新歌，他都不斷地給自己雕刻一把獨一無二的聲音。約翰·紐曼的靈魂聲線變得順滑，包裹著一層非常撩人的旋律，很快便被完完全全的舞曲熱單打破得支離破碎。要承認的是，這歌不像《夏日》一樣吸引你，但仍不失為一首優秀，確實做得很不錯的歌。”Music and Lyrics的評價稍微不一樣，認為歌曲“算不上實在的熱單，乍一聽不像《夏日》那樣強勢，但我決定會給曲子貼上“更成熟”的標籤。你不僅在約翰的那部分中感受到，還可以在讓我們嗨起來的鉤符中體會到他真的很閃耀。《都是夜晚惹的禍》並不是迄今為止我所聽過的凱文·哈里斯最棒的EDM作品，但我仍然欣賞它。”

## 商业表现
歌曲空降英國單曲排行榜第一位，首周銷量達70312份，成為哈里斯第七首和紐曼第三首英國冠軍單曲。截至2014年9月27日，歌曲在美國公告牌百強單曲榜空降第31位，並於11月15日達到第19位的最高排位。歌曲還在芬蘭、荷蘭、挪威和瑞典打榜，同時躋身奧地利、德國、愛爾蘭和意大利榜前五名和澳大利亞、丹麥、法國、新西蘭和西班牙的前十位。

## 音乐录影带
音樂錄影帶由埃米爾·納瓦，2014年9月12日發佈。視頻于2014年8月在洛杉磯和倫敦拍攝。開頭，哈里斯和紐曼躺在各自家中的床上。紐曼開著電影放映機看模特視頻。同時，幾位模特結伴去夜店，到店裏面，一個女孩喝醉酒，同時其他模特接連掉進水池、啤酒冰箱、水坑和洗盆浴，之後分散。最後，模特們在冰冷的河水中相遇，背景中一輪艷陽出現在空中。

## 媒体使用
歌曲出現在《閃電俠》第一季第15集“千鈞一髮”中，也是《疑犯追蹤》第四季第16集“計中計”的背景音樂。遊戲《舞力全開2016》和《NBA 2K16》也用了該曲。

## 曲目列表
| 数字下载 | 数字下载                       | 数字下载 |
| 曲序     | 曲目                           | 时长     |
| -------- | ------------------------------ | -------- |
| 1.       | Blame（featuring John Newman） | 3:34     |

| CD单曲和英国数字下载版 | CD单曲和英国数字下载版         | CD单曲和英国数字下载版 |
| 曲序                   | 曲目                           | 时长                   |
| ---------------------- | ------------------------------ | ---------------------- |
| 1.                     | Blame（featuring John Newman） | 3:34                   |
| 2.                     | C.U.B.A                        | 4:29                   |

| 数字下载—Remix版 | 数字下载—Remix版           | 数字下载—Remix版 |
| 曲序             | 曲目                       | 时长             |
| ---------------- | -------------------------- | ---------------- |
| 1.               | Blame（Jacob Plant Remix） | 4:56             |
| 2.               | Blame（R3HAB Club Remix）  | 4:20             |
| 3.               | Blame（R3HAB Trap Remix）  | 3:32             |
| 4.               | Blame（BURNS Remix）       | 4:17             |

| Remixes（数字发行版）a | Remixes（数字发行版）a     | Remixes（数字发行版）a |
| 曲序                   | 曲目                       | 时长                   |
| ---------------------- | -------------------------- | ---------------------- |
| 1.                     | Blame（Jacob Plant Remix） | 4:56                   |
| 2.                     | Blame（R3HAB Club Remix）  | 4:20                   |
| 3.                     | Blame（R3HAB Trap Remix）  | 3:32                   |
| 4.                     | Blame（BURNS Remix）       | 4:17                   |
| 5.                     | Blame（Extended Version）  | 5:30                   |

^a  2015年9月25日发行。混音版起初以无损格式发行，包括加长版的《都是夜晚惹的祸》及之前在原版混音版中发行的歌曲。

## 榜单表现
| 榜单（2014-15年）                            | 最高 排位 |
| -------------------------------------------- | --------- |
| 澳大利亚（澳大利亚唱片业协会單曲榜）         | 9         |
| 澳大利亚（澳大利亚唱片业协会舞曲榜）         | 2         |
| 奥地利（Ö3四十强单曲榜）                     | 4         |
| 比利时佛兰德（Ultratop五十强单曲榜）         | 7         |
| 比利时佛兰德（Ultratop舞曲榜）               | 3         |
| 比利时瓦隆（Ultratop五十强单曲榜）           | 2         |
| 比利时瓦隆（Ultratop舞曲榜）                 | 1         |
| 巴西（巴西唱片工业协会）                     | 20        |
| 加拿大（Canadian Hot 100）                   | 11        |
| 加拿大（《告示牌》Canada CHR）               | 7         |
| 加拿大（《告示牌》Canada Hot AC）            | 32        |
| 哥伦比亚（拉蒂诺监测榜）                     | 1         |
| 哥伦比亚（National-Report）                  | 18        |
| 捷克（電台百強單曲榜）                       | 8         |
| 捷克（百強數位單曲榜）                       | 1         |
| 丹麥（Hitlisten单曲榜）                      | 6         |
| 歐洲（《告示牌》Euro Digital Song Sales）    | 2         |
| 芬兰（芬蘭官方單曲榜）                       | 1         |
| 法国（法國唱片出版業公會單曲榜）             | 7         |
| 德国（德國官方單曲榜）                       | 2         |
| 匈牙利（四十强电台榜）                       | 1         |
| 匈牙利（四十強單曲榜）                       | 2         |
| 匈牙利（四十強舞曲榜）                       | 1         |
| 愛爾蘭（愛爾蘭唱片音樂協會单曲榜）           | 5         |
| 以色列（媒体森林电台榜）                     | 3         |
| 意大利（意大利音乐产业联盟单曲榜）           | 4         |
| 日本（Japan Hot 100）                        | 48        |
| 墨西哥（《公告牌》）                         | 1         |
| 黎巴嫩（黎巴嫩官方二十强榜）                 | 3         |
| 荷兰（荷蘭四十強單曲榜）                     | 1         |
| 荷兰（百强单曲榜）                           | 3         |
| 荷兰（Mega三十强舞曲榜）                     | 1         |
| 新西兰（新西兰唱片音乐协会单曲榜）           | 9         |
| 挪威（世道單曲榜）                           | 1         |
| 波蘭（波蘭百大電台榜）                       | 4         |
| 波蘭（波蘭五十強舞曲榜）                     | 5         |
| 蘇格蘭（官方榜单公司單曲榜）                 | 1         |
| 斯洛伐克（電台百強單曲榜）                   | 1         |
| 斯洛伐克（百強數位單曲榜）                   | 1         |
| 南非（非洲娛樂監測单曲榜）                   | 4         |
| 西班牙（西班牙音樂製作協會）                 | 9         |
| 瑞典（瑞典最熱榜）                           | 1         |
| 瑞士（瑞士热门音乐榜）                       | 4         |
| 英國（官方榜单公司單曲榜）                   | 1         |
| 英國（官方榜单公司舞曲榜）                   | 1         |
| 美国（《告示牌》百大單曲榜）                 | 19        |
| 美國（《告示牌》Adult Pop Airplay）          | 24        |
| 美國（《告示牌》Dance Club Songs）           | 5         |
| 美國（《告示牌》Hot Dance/Electronic Songs） | 1         |
| 美國（《告示牌》Latin Pop Airplay）          | 17        |
| 美國（《告示牌》Pop Airplay）                | 3         |
| 美國（《告示牌》Rhythmic Songs）             | 21        |

| 榜单（2014年）                         | 排名 |
| -------------------------------------- | ---- |
| 澳大利亚（澳大利亚唱片业协会单曲榜）   | 73   |
| 澳大利亚（澳大利亚唱片业协会舞曲榜）   | 13   |
| 奥地利（Ö3四十强单曲榜）               | 75   |
| 比利时法兰德斯（Ultratop五十强单曲榜） | 82   |
| 比利时法兰德斯（Ultratop舞曲榜）       | 29   |
| 比利时瓦隆尼亚（Ultratop五十强单曲榜） | 73   |
| 比利时瓦隆尼亚（Ultratop舞曲榜）       | 15   |
| 加拿大（加拿大百强单曲榜）             | 81   |
| 丹麦（Tracklisten）                    | 35   |
| 德国（德国官方榜单）                   | 40   |
| 意大利（意大利音乐产业联盟）           | 48   |
| 荷兰（荷兰40强单曲榜）                 | 23   |
| 荷兰（百强单曲榜）                     | 29   |
| 荷兰 （三十强Mega舞曲榜）              | 5    |
| 瑞典（瑞典最热榜）                     | 42   |
| 瑞士（瑞士热门音乐榜）                 | 45   |
| 英国（官方榜单公司单曲榜）             | 37   |
| 美国（《告示牌》舞曲/电音歌曲榜）      | 15   |

## 销量认证
| 地區                                                       | 认证    | 认证单位/销量 |
| ---------------------------------------------------------- | ------- | ------------- |
| 澳大利亚（澳大利亚唱片业协会）                             | 白金    | 70,000^       |
| 加拿大（加拿大音乐协会）                                   | 金      | 0*            |
| 德国（聯邦音樂產業協會）                                   | 金      | 200,000^      |
| 意大利（意大利音乐产业联盟）                               | 2× 白金 | 0‡            |
| 墨西哥（墨西哥音像製品協會）                               |         | 60,000*       |
| 新西兰（新西兰唱片音乐协会）                               | 金      | 0*            |
| 瑞士（國際唱片業協會瑞士分会）                             | 金      | 15,000^       |
| 英国（英国唱片业协会）                                     | 白金    | 600,000‡      |
| 美国（美國唱片業協會）                                     | 白金    | 1,000,000‡    |
| 流媒体                                                     |         |               |
| 丹麦（國際唱片業協會丹麥分會）                             | 白金    | 2,600,000^    |
| 西班牙（西班牙音樂製作協會）                               | 白金    | 10,000,000*   |
| *僅含認證的實際銷量 ^僅含認證的出貨量 ‡僅含認證的+實際銷量 |         |               |

## 发行历史
| 地区     | 日期          | 格式     | 厂牌 |
| -------- | ------------- | -------- | ---- |
| 意大利   | 2014年9月5日  | 电台播放 | 索尼 |
| 澳大利亚 | 2014年9月7日  | 数字下载 | 索尼 |
| 法国     | 2014年9月7日  | 数字下载 | 索尼 |
| 新西兰   | 2014年9月7日  | 数字下载 | 索尼 |
| 德国     | 2014年9月7日  | 数字下载 | 索尼 |
| 爱尔兰   | 2014年9月7日  | 数字下载 | 索尼 |
| 英国     | 2014年9月7日  | 数字下载 | 索尼 |
| 美国     | 2014年9月7日  | 数字下载 | 索尼 |
| 德国     | 2014年10月3日 | CD单曲   | 索尼 |